# Presidentvalet i Ryssland 1996
Presidentvalet i Ryssland 1996 hölls den 16 juni 1996 och andra omgången den 3 juli 1996
Boris Jeltsin vann  i den andra omgången med 54,4 % av rösterna mot Gennadij Ziuganov. 